# Lochenbach
Lochenbach ist ein Gemeindeteil der Gemeinde Auhausen im schwäbischen Landkreis Donau-Ries Bayern.

## Geographie
Das Dorf liegt circa zwei Kilometer südwestlich von Auhausen am Rand des Nördlinger Rieses. Im Osten fließt die Wörnitz an dem Dorf vorbei. Durch den Ort läuft die Kreisstraße DON 14.

## Geschichte
Lochenbach wurde erstmals im 11. Jahrhundert schriftlich erwähnt und ist geschichtlich eng mit dem Nachbardorf Dornstadt verbunden. Im 12. Jahrhundert gab es einen Rechtsstreit der Herren von Cronheim, die hier im 12. oder 13. Jahrhundert eine Mühle errichten wollten. Dagegen erhob der Abt des Klosters Auhausen Einspruch. Nach langer Untersuchung und Richterspruch durch den Grafen von Oettingen wurde dem Kloster recht gegeben. Ein in Lochenbach befindliches Lehensgut übergab der Eichstätter Bischof Heinrich IV. von Württemberg am 24. Oktober 1251 dem Stift Auhausen. Aus Österreich siedelten sich nach dem Dreißigjährigen Krieg protestantische Exulanten an.
Am 1. Oktober 1975 wurde die bis dahin selbständige Gemeinde im Rahmen der Gebietsreform in Bayern nach Auhausen eingegliedert.

## Heute
Der Ort ist auch heute noch weitgehend landwirtschaftlich orientiert. Es gibt eine Freiwillige Feuerwehr, andere Interessen werden in den Vereinen der Nachbarorte verfolgt.